# Harald Borngräber
Harald Borngräber (* 5. März 1953) ist ein ehemaliger deutscher Fußballspieler. Er spielte zwischen 1977 und 1980 für den FV 04 Würzburg in der 2. Bundesliga.

## Karriere
Ab der Saison 1977/78 spielte Harald Borngräber mit dem FV 04 Würzburg in der 2. Bundesliga. Sein Debüt in der Staffel Süd gab er am 26. August 1977 beim 2:0-Sieg gegen den FC Bayern Hof. Sein erstes Tor in der zweiten Liga erzielte Borngräber am 17. September 1977 bei der 1:3-Niederlage. In der 31. Minute erzielte er den zwischenzeitlichen 1:1-Ausgleich. In der ersten Zweitligasaison erreichte Borngräber mit den Würzburgern in der Staffel Süd den 11. Platz.
Mit dem Einsatz im Spiel gegen die SpVgg Greuther Fürth am 14. Januar 1979 absolvierte Harald Borngräber sein 50. Spiel für die Würzburger. Das Spiel endete 0:3 aus der Sicht der Würzburger. Beim 2:1-Sieg gegen den MTV Ingolstadt am 11. April 1979 konnte er mit der 1:0-Führung in der 22. Minute sein zweites und letztes Tor für die Würzburger in der 2. Bundesliga. In der zweiten Saison konnte Borngräber mit seiner Mannschaft den 14. Platz in der Staffel Süd erreichen.
Bei der 2:3-Niederlage gegen den ESV Ingolstadt-Ringsee am 19. April 1980 lief er zum hundertsten Mal für die den FV 04 Würzburg auf. In der dritten Saison konnte sie den Klassenerhalt nicht erreichen und stiegen als Letzter der Staffel Süd aus der 2. Bundesliga ab.